# 頼むから静かにしてくれ (小説)
『頼むから静かにしてくれ』（たのむからしずかにしてくれ、原題：Will You Please Be Quiet, Please?）は、アメリカの小説家レイモンド・カーヴァーの短編小説。

## 概要
『ディセンバー』Vol.8（1966年）に掲載された。カーヴァーの最初の短編集である『頼むから静かにしてくれ』（マグロー・ヒル社、1976年3月9日）に表題作として収録された。
マーサ・フォーリイによって1967年度の『ベスト・アメリカン・ショート・ストーリーズ』の一編に選ばれた。
日本語版は『THE COMPLETE WORKS OF RAYMOND CARVER 1　頼むから静かにしてくれ』（中央公論社、1991年2月20日）が初出。翻訳は村上春樹。
映画監督のロバート・アルトマンはカーヴァーの9つの短編と1編の詩をもとに『ショート・カッツ』（1993年）を作るが、本作品もその中のひとつに選ばれている。
小説家のウィリアム・キトリッジは本作品がきっかけで1970年にカーヴァーと知り合い、カーヴァーが死ぬまで友誼を結んだ。